# Pneumatik
Pneumatik (prema grč. πνευματιϰός: koji se odnosi na vjetar, zrak, dah) je zrakom napuhani elastični dio kotača cestovnoga vozila (često se naziva automobilska guma, kamionska guma ili druga guma). Pneumatik treba vozilu osigurati dobro prianjanje i prijenos uzdužnih i bočnih sila na površinu ceste, što manji otpor kotrljanja, dobro prigušivanje vibracija i što manju buku, uz što veću trajnost. To se postiže odgovarajućim ustrojem građe gume, izborom izmjera (dimenzija), materijala, profilacije i drugim.
Danas se osim pneumatskih guma proizvode i gume napunjene polimernim materijalom, koje zadržavaju oblik i funkciju čak i ako se probuše.

## Dijelovi
Osnovni su dijelovi automobilske gume: 
- vanjski sloj s profiliranim gaznim slojem i bokom gume;
- karkasa ili kostur, koji nosi opterećenje kada je guma napuhana;
- korda, to jest gumirane niti od kojih su sastavljeni slojevi platna.

Automobilske se gume razlikuju prema kutu polaganja kordnih niti u odnosu na uzdužnu os gaznoga sloja: 
- kod dijagonalnih guma niti su položene naizmjenično koso,
- a kod radijalnih guma su pod pravim kutom. Danas su sve gume radijalne, a označavaju se dogovorenim oznakama.

## Povijest
Prvi pneumatik izradio je 1845. škotski inženjer Robert W. Thomson, no nije našao primjenu. Ne znajući za taj izum, J. B. Dunlop izradio je 1888. pneumatike za tricikl svojega sina, a samo godinu dana poslije u Dublinu je otvorio prvu tvornicu za proizvodnju automobilskih guma.